# Czarny kot (film 1934)
Czarny kot (ang. The Black Cat) – amerykański horror z 1934 roku w reżyserii Edgara G. Ulmera, nakręcony w wytwórni filmowej Universal Pictures. Film jest swobodnie oparty na motywach noweli Czarny kot Edgara Allana Poego z 1843 roku. 

## Fabuła
Młodzi małżonkowie odbywają podróż poślubną po Węgrzech. Trafiają do tajemniczego zamku, którego właściciel okazuje się być czcicielem szatana.

## Obsada
- Boris Karloff – Hjalmar Poelzig
- Béla Lugosi – dr Vitus Werdegast
- Julie Bishop – Joan Alison
- David Manners – Peter Alison
- Harry Cording – Thamal
- Egon Brecher – majordomus
- Lucille Lund –
  - Karen Poelzig,
  - Karen Werdegast
- Albert Conti – Porucznik policji
- Henry Armetta – Sierżant policji